# Guioa krempfii
Guioa krempfii är en kinesträdsväxtart som beskrevs av François Gagnepain. Guioa krempfii ingår i släktet Guioa och familjen kinesträdsväxter. Inga underarter finns listade i Catalogue of Life.